# Tooi Umi Kara Kita Coo
Tooi Umi Kara Kita Coo (яп. 遠い海から来たＣＯＯ) — полнометражный анимационный фильм режиссёра Тэцуо Имадзавы. Премьера фильма состоялась 19 декабря 1993 года. Является адаптацией японского романа Тамио Кагэямы, который выиграл Премию имени Сандзюго Наоки в 1988 году.
История вращается вокруг мальчика, который находит детёныша плезиозавра.

## Роли озвучивали
- Юта Ямадзаки — Ёсукэ Обата
- Масато Ибу — Тэцуо Обата
- Томоко Ямагути — Касси Нодзаки
- Акира Камия — Тони Вотомз
- Иэмаса Каюми — Капитан Норбель
- Хироко Эмори — Ку
- Такэси Аоно — Капитан Рослан
- Таро Исида — Вождь
- Рюдзи Сайкати — Старый Амаку
- Норио Вакамото — Капитан Макдонелл
- Хотю Оцука — Жан